# 1356 Nyanza
1356 Nyanza је астероид главног астероидног појаса са пречником од приближно 64,73 .
Афел астероида је на удаљености од 3,223 астрономских јединица (АЈ) од Сунца, а перихел на 2,945 АЈ.
Ексцентрицитет орбите износи 0,045, инклинација (нагиб) орбите у односу на раван еклиптике 7,958 степени, а орбитални период износи 1978,981 дана (5,418 година).
Апсолутна магнитуда астероида је 9,90 а геометријски албедо 0,046.
Астероид је откривен 3. маја 1935. године.